# Rat-Man - Il gioco senza nome
Rat-Man - Il gioco senza nome è un gioco di carte collezionabili basato sul personaggio dei fumetti Rat-Man di Leo Ortolani.
Il titolo è un riferimento alla Città Senza Nome, ambientazione delle vicende del personaggio.

## Produzione
La realizzazione è stata effettuata da Pan Distribuzione, Panini Comics e Stranemani, lo studio di animazione che ha realizzato la serie animata del personaggio: il gioco rientra infatti in un progetto ampio che comprende serie animata (pubblicata anche in DVD), il CD della colonna sonora, il gioco di carte e gadget vari. Le immagini delle carte vengono proprio dal cartone (e non dal fumetto) per poter rendere il gioco, secondo le parole dello stesso Ortolani, più «esportabile», cosa che si poteva realizzare più facilmente con il cartone che non con il fumetto.
Il gioco è stato presentato a Lucca Comics & Games nel novembre 2007; successivamente sono state giocate la prima lega ufficiale a giugno 2008 e la seconda ad agosto e settembre dello stesso anno.
Il gioco è stato realizzato da Rinaldo Maramotti e Matteo Gianesini.

## Gioco

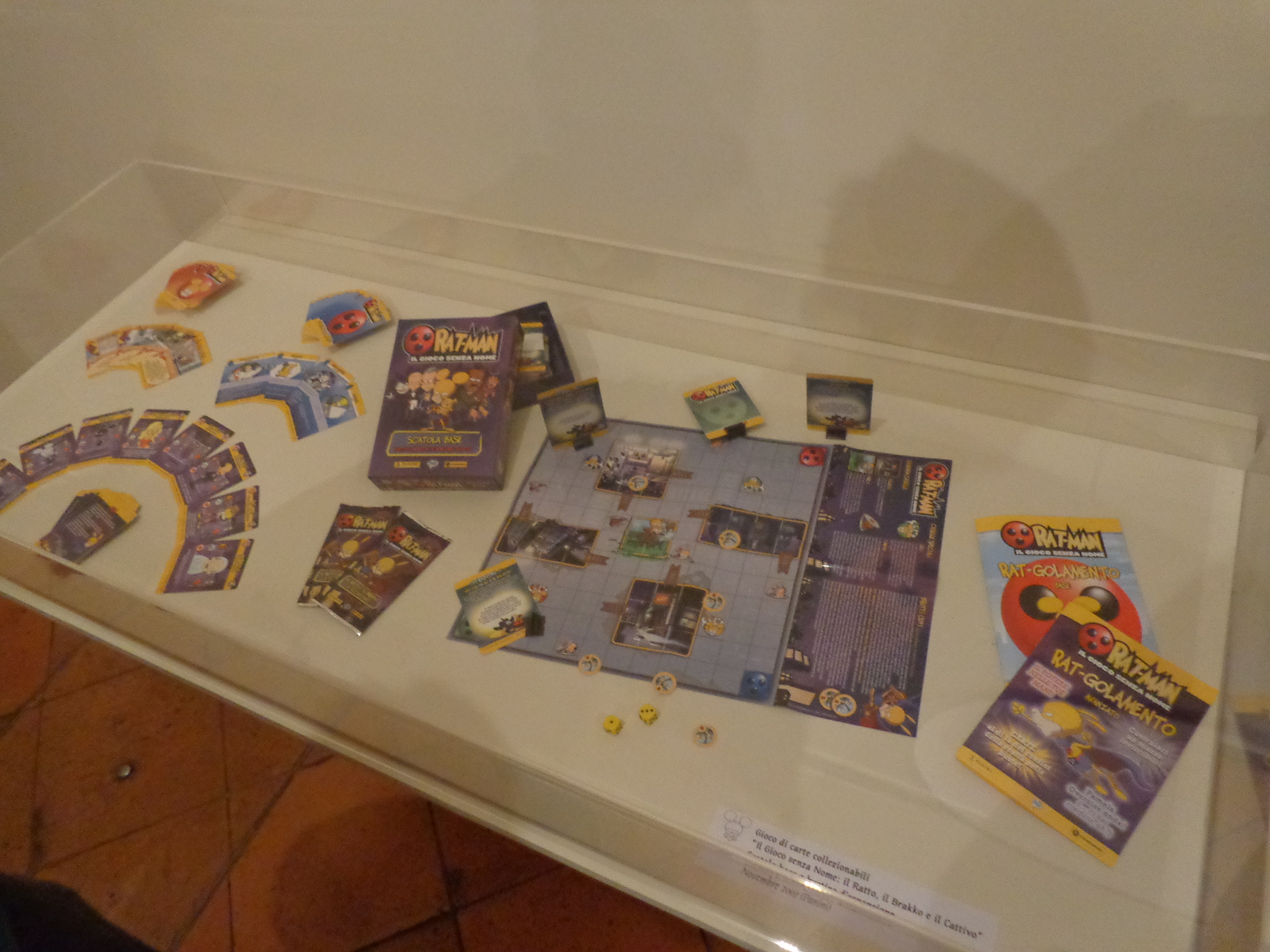
Gli elementi del gioco esposti alla Rat-Con 2014

Il gioco rispecchia l'ambientazione parodistica e demenziale del personaggio; il personaggio scelto deve compiere una missione muovendosi nella Città Senza Nome (la carta è tenuta in verticale).
Nel set base sono presenti:
- 1 carta Personaggio (che può essere Rat-Man, Brakko, il Camaleonte o il Buffone)
- 5 carte Equipaggiamento
- 16 carte Gag
- 20 Carte Missione
- 6 pedine "Brutto Ceffo"
- 1 mappa della Città Senza Nome
- 2 libretti di regole (uno con le regole base e uno con le regole avanzate)

Nella prima espansione (Il Ratto, il Brakko e il cattivo) sono presenti:
- 60 carte Personaggio
- 80 carte Equipaggiamento
- 100 carte Gag